# 由良山
由良山（ゆらやま）は、香川県高松市由良町に位置する山。市街地に近いみどりとして香川のみどり百選に選定されている。

## 概要
高松市の郊外、高松平野南部に孤立する小山で、採石によって特に山の北側が山頂付近まで大きく削られることによって露出した岩盤が特徴的な景観を成す。山名の由来は、古の昔、大地震が起こった時この山だけは揺れなかったため「ゆらぬ山」と呼ばれ、それが転化して「由良山」になったという説がある。
周囲を人里に囲まれている里山で、室町時代に山頂に由良山城が築城され、江戸時代からは由良石と呼ばれる良質な石材が採掘され、戦時中には比較的大規模な防空壕が掘削されるなど、古くから人との関わりが深い山であった。
地質は柱状節理が発達し、第三紀に噴出した岩脈状の黒雲母安山岩からなる岩山である。
皇居東庭の敷石として由良石がもちいられていることも有名である。

## 施設
南側
- 清水神社
- 由良角力土俵跡
- 採石場跡
- 由良山防空壕跡

北側
- 採石場跡

## 三角点
- 基準点コード：TR35134304601
- 等級種別：三等三角点
- 冠字選点番号：岡4
- 基準点名：由良山
- 部号：129
- 座標：北緯34度17分6.2461秒 東経134度4分49.4257秒
- 標高：120.29m
- 所在地：香川県高松市由良町字由良山1108番地
- 地目：境内地